# David Holmes (musicien)
Pour les articles homonymes, voir David Holmes et Holmes.
David Holmes, né le 14 février 1969 à Belfast en Irlande du Nord, est un DJ, compositeur de bandes originales de film et occasionnellement acteur.

## Biographie
David Holmes commence sa carrière musicale à l'âge de 15 ans, où il mixe dans les pubs et les boîtes de nuit de sa ville natale. L'artiste produit ses premiers titres studio en 1992.
David Holmes signe trois ans plus tard son premier album This Film's Crap, Let's Slash The Seats sur le label Go Beat!. Un titre du disque est utilisé pour le film The Game (1997) de David Fincher. Dès lors, le musicien tisse d'importants liens avec l'industrie cinématographique.
En 1997 il se rend à New York pour enregistrer un nouvel album Let's Get Killed et la même année, l'artiste signe la bande originale du film Resurrection Man. L'année suivante il signe celle de Hors d'atteinte, sa première collaboration avec le réalisateur Steven Soderbergh.
Dès lors, David Holmes alterne compositions personnelles et de commande dans le cadre de musiques de films. Il se lance également dans la production d'artistes tels Primal Scream, Jon Spencer Blues Explosion ou Martina Topley Bird qui collaborent avec lui sur l'album Bow Down To The Exit Sign. En 2001 il travaille avec le groupe New Order afin de réaliser la bande originale de Buffalo Soldiers.
En 2002, David Holmes fonde l'entité Free Association avec un autre compositeur et musicien, Steve Hilton. Ensemble ils signent un album ainsi que la bande originale du film Code 46.
En 2015, il crée le groupe Unloved avec Keefus Ciancia et la chanteuse Jade Vincent. Ils sortiront deux albums. En 2017, le groupe travaille avec Étienne Daho sur son album Blitz.

## Style
Le style musical de David Holmes est un mélange de rock et de jazz des années 70-80, produit à travers un son trip hop ou big beat caractéristique : une ligne de basse très travaillée et la quasi omniprésence de mélodies jouées au Fender Rhodes. L'artiste n'a d'ailleurs jamais renié ces influences, en signant notamment une reprise de l'album Histoire de Melody Nelson  de Serge Gainsbourg, référence musicale reconnue en matière de jeu de basse. De même, David Holmes utilise de nombreuses bases funky dans ses morceaux instrumentaux, direction sensible notamment dans la série des trois films Ocean's de Steven Soderbergh.

## Discographie

### Albums studio
- This Film's Crap Let's Slash the Seats (Go Beat!, 1995)
- Let's Get Killed (Go Beat!, 1997)
- Bow Down to the Exit Sign (Go Beat!, 1997)
- David Holmes Presents : The Free Association (13 Amp, 2002)
- The Holy Pictures (Canderblinks/Mercury, 2008)
- The Dogs Are Parading (Universal Music Catalogue, 2010) (compilation)
- Blind on a Galloping Horse (Heavenly Recordings, 2023)

#### Avec Unloved
- Guilty of love (2016)
- Heartbreak (2019)

### Bandes originales

#### Cinéma

##### Longs métrages
- 1997 : Resurrection Man de Marc Evans
- 1998 : Hors d'atteinte de Steven Soderbergh
- 2001 : Buffalo Soldiers de Gregor Jordan
- 2002 : Ocean's Eleven de Steven Soderbergh
- 2002 : Stander de Bronwen Hughes (avec The Free Association)
- 2003 : Mafia Blues 2 (Analyze That) de Harold Ramis
- 2003 : Code 46 de Michael Winterbottom (avec The Free Association)
- 2004 : Ocean's Twelve de Steven Soderbergh
- 2005 : The War Within de Joseph Castelo
- 2007 : Ocean's Thirteen de Steven Soderbergh
- 2008 : Hunger de Steve McQueen
- 2009 : Five Minutes of Heaven de Oliver Hirschbiegel
- 2009 : Perrier's Bounty de Ian Fitzgibbon
- 2010 : L'Affrontement (Kray) d'Alekseï Outchitel
- 2012 : Piégée (Haywire) de Steven Soderbergh
- 2012 : Good Vibrations de Lisa Barros D'Sa et Glenn Leyburn
- 2013 : The Motel Life d'Alan Polsky et Gabe Polsky
- 2013 : Diana de Oliver Hirschbiegel
- 2014 : '71 de Yann Demange
- 2015 : Elser, un héros ordinaire (Elser) d'Oliver Hirschbiegel
- 2016 : Mindhorn de Sean Foley
- 2017 : Logan Lucky de Steven Soderbergh
- 2019 : The Laundromat : L'Affaire des Panama Papers (The Laundromat) de Steven Soderbergh
- 2019 : Ordinary Love de Lisa Barros D'Sa et Glenn Leyburn
- 2020 : Pixie de Barnaby Thompson
- 2021 : No Sudden Move de Steven Soderbergh
- 2025 : The Insider (Black Bag) de Steven Soderbergh

##### Courts métrages
- 1998 : Three Chords and a Wardrobe de Brendan Young
- 2006 : The 18th Electricity Plan de Lisa Barros D'Sa et Glenn Leyburn (as The Free Association)
- 2007 : Cheese Cake de David Vergés
- 2010 : The Life, Death & Suffer Story de Anna Fitzsimons
- 2011 : Les Hommes de la côte de Terry George
- 2011 : Atlantis de Matthew Ornstein
- 2012 : The Random Adventures of Brandon Generator de Tommy Lee Edwards (vidéo)
- 2014 : Unloved: When a Woman is Around de Tommy Lee Edwards (vidéo)
- 2014 : The Light of My Eyes de Daniel F. Holmes
- 2017 : The Song of Wandering Aengus de Matthew Lawes
- 2017 : A Concrete Song de Dave Tynan
- 2017 : Static de Daniel F. Holmes

#### Télévision

##### Téléfilms
- 1997 : Supply & Demand de Peter MacDonald

##### Séries télévisées
- 2014-2016 : The Fall (3 épisodes)
- 2015 : London Spy (5 épisodes)
- 2018 : Mosaic (6 épisodes)
- 2018 : Death and Nightingales (3 épisodes)
- 2018-2020 : Killing Eve (24 épisodes)

## Filmographie
- Balles de feu de Ben Garant (producteur TV)